# Ashland (Montana)
Ashland és una concentració de població designada pel cens dels Estats Units a l'estat de Montana. Segons el cens del 2000 tenia 464 habitants.

## Demografia
Segons el cens del 2000, Ashland tenia 464 habitants, 151 habitatges, i 104 famílies. La densitat de població era de 23,7 habitants per km².
Dels 151 habitatges en un 49% hi vivien nens de menys de 18 anys, en un 37,7% hi vivien parelles casades, en un 21,9% dones solteres, i en un 30,5% no eren unitats familiars. En el 25,8% dels habitatges hi vivien persones soles el 2,6% de les quals corresponia a persones de 65 anys o més que vivien soles. El nombre mitjà de persones vivint en cada habitatge era de 3,07 i el nombre mitjà de persones que vivien en cada família era de 3,6.
Per edats la població es repartia de la següent manera: un 40,9% tenia menys de 18 anys, un 10,8% entre 18 i 24, un 30% entre 25 i 44, un 15,5% de 45 a 60 i un 2,8% 65 anys o més.
L'edat mediana era de 24 anys. Per cada 100 dones de 18 o més anys hi havia 87,7 homes.
La renda mediana per habitatge era de 22.222 $ i la renda mediana per família de 24.167 $. Els homes tenien una renda mediana de 24.688 $ mentre que les dones 19.000 $. La renda per capita de la població era de 9.577 $. Aproximadament el 30,4% de les famílies i el 34,7% de la població estaven per davall del llindar de pobresa.

## Poblacions més properes
El següent diagrama mostra les poblacions més properes.